# Provinciaal Park Sir Richard Squires Memorial
Het Provinciaal Park Sir Richard Squires Memorial (Engels: Sir Richard Squires Memorial Provincial Park) is een provinciaal park in de Canadese provincie Newfoundland en Labrador. Het natuurgebied ligt in het westen van het eiland Newfoundland, langsheen de bovenloop van de Humber.

## Oprichting
Het park werd in 1954 opgericht en was daarmee het eerste provinciaal park van Newfoundland en Labrador. Het park werd vernoemd naar Sir Richard Squires, die tweemaal premier van Newfoundland was (in 1919–23 en 1928–32).

## Flora
Het gebied kent een mix van zowel loofbomen als naaldbomen, waaronder de lork, berk, spar en zilverspar. Het Provinciaal Park Sir Richard Squires Memorial kent ook een wijde variëteit aan kleinere planten- en bloemensoorten, waaronder de paarse trompetbekerplant, witte knoop, Rhododendron groenlandicum en Monotropa uniflora.

## Fauna
Het Provinciaal Park Sir Richard Squires Memorial is vooral bekend vanwege zijn Atlantische zalmen die in het paarseizoen (mei–september) bij de Big Falls omhoog springen om hun tocht stroomopwaarts verder te zetten. Het park is een geschikte plaats om op zalm te vissen, evenals op forel, al is een vergunning wel vereist.
Diverse zoogdieren vinden het park een geschikte habitat, waaronder de Amerikaanse haas, Amerikaanse rode eekhoorn, Canadese bever, eland en graslandwoelmuis.